# Дятьковский район
Дя́тьковский райо́н — административно-территориальная единица (район) и муниципальное образование (муниципальный район) в Брянской области России.
Административный центр — город Дятьково.

## География
Расположен на севере области. Площадь района — 1420 км². Основная река — Болва.

## История
5 июля 1944 года Указом Президиума Верховного Совета СССР была образована Брянская область, в состав которой, наряду с другими, был включен и Дятьковский район. В период реформ 1963—1965 годов район был временно упразднён, а его территория относилась к Брянскому району.

## Население
| 2002    | 2009    | 2010    | 2011    | 2012    | 2013    | 2014    | 2015    | 2016    |
| ------- | ------- | ------- | ------- | ------- | ------- | ------- | ------- | ------- |
| 45 773  | ↗77 458 | ↘60 059 | ↗60 151 | ↗60 728 | ↗61 365 | ↗61 506 | ↘61 372 | ↘61 034 |
| 2017    | 2018    | 2019    | 2020    | 2021    |         |         |         |         |
| ↘60 379 | ↘59 344 | ↘58 197 | ↘57 414 | ↘55 032 |         |         |         |         |

Примечание: в данных 2002 года в составе района учтён город Фокино, но не учтён город Дятьково, согласно административному делению того времени. В данных 2009 года учтены оба города, хотя город Фокино с 2005 года выделен в самостоятельное муниципальное образование.

### Урбанизация
Дятьковский район является наиболее урбанизированным районом Брянской области. В городских условиях (город Дятьково и пгт Бытошь, Ивот, Любохна, Старь) проживают 80,37 % населения района.

### Национальный состав
По итогам переписи населения 2020 года проживали следующие национальности (национальности менее 0,1 % и другое, см. в сноске к строке «Другие»):
| Национальность | Численность, чел. | Доля     |
| -------------- | ----------------- | -------- |
| Русские        | 47 873            | 86,99 %  |
| Цыгане         | 344               | 0,63 %   |
| Украинцы       | 129               | 0,23 %   |
| Белорусы       | 58                | 0,11 %   |
| Другие         | 6628              | 12,04 %  |
| Итого          | 55 032            | 100,00 % |

## Административно-муниципальное устройство
Дятьковский район в рамках административно-территориального устройства области, включает 11 административно-территориальных единиц, в том числе 2 городских административных округа (в том числе Фокинский), 5 поселковых административных округов и 5 сельских административных округов.
Дятьковский муниципальный район в рамках муниципального устройства, включает 10 муниципальных образований нижнего уровня, в том числе 5 городских поселений и 5 сельских поселений.
Город Фокино образует отдельный городской округ и в состав района не входит.
| №  | Муниципальное образование          | Административный центр | Количество населённых пунктов | Население (чел.) | Площадь (км²) |
| -- | ---------------------------------- | ---------------------- | ----------------------------- | ---------------- | ------------- |
| 1  | Бытошское городское поселение      | пгт Бытошь             | 6                             | ↘4376            | 253,61        |
| 2  | Дятьковское городское поселение    | город Дятьково         | 6                             | ↘25 377          | 190,26        |
| 3  | Ивотское городское поселение       | пгт Ивот               | 5                             | ↘6801            | 230,28        |
| 4  | Любохонское городское поселение    | пгт Любохна            | 1                             | ↘4957            | 5,89          |
| 5  | Старское городское поселение       | пгт Старь              | 2                             | ↘4182            | 293,03        |
| 6  | Березинское сельское поселение     | деревня Березино       | 2                             | ↗2734            | 85,17         |
| 7  | Большежуковское сельское поселение | посёлок Дружба         | 11                            | ↗3177            | 91,48         |
| 8  | Верховское сельское поселение      | деревня Верхи          | 5                             | ↗426             | 46,29         |
| 9  | Немеричское сельское поселение     | село Немеричи          | 2                             | ↗946             | 150,05        |
| 10 | Слободищенское сельское поселение  | село Слободище         | 5                             | ↘2056            | 66,66         |

### Населённые пункты
В Дятьковском районе 45 населённых пунктов.
| №  | Населённый пункт | Тип          | Население | Муниципальное образование          |
| -- | ---------------- | ------------ | --------- | ---------------------------------- |
| 1  | Бацкино          | село         | ↗139      | Ивотское городское поселение       |
| 2  | Березино         | деревня      | ↗2213     | Березинское сельское поселение     |
| 3  | Большая Жукова   | село         | ↗44       | Большежуковское сельское поселение |
| 4  | Будочки          | деревня      | ↗404      | Бытошское городское поселение      |
| 5  | Бытошь           | пгт          | ↘3990     | Бытошское городское поселение      |
| 6  | Верещовка        | деревня      | ↗9        | Дятьковское городское поселение    |
| 7  | Верещовка        | ж.д. станция | ↘0        | Дятьковское городское поселение    |
| 8  | Верхи            | деревня      | ↘20       | Верховское сельское поселение      |
| 9  | Денисовка        | деревня      | ↘2        | Слободищенское сельское поселение  |
| 10 | Доманово         | деревня      | ↗149      | Верховское сельское поселение      |
| 11 | Дружба           | посёлок      | ↗1662     | Большежуковское сельское поселение |
| 12 | Дятьково         | город        | ↘25 255   | Дятьковское городское поселение    |
| 13 | Ивановичи        | деревня      | ↘0        | Ивотское городское поселение       |
| 14 | Ивот             | пгт          | ↘5844     | Ивотское городское поселение       |
| 15 | Ивочкины Дворы   | деревня      | →0        | Немеричское сельское поселение     |
| 16 | Клёновский       | посёлок      | ↘0        | Старское городское поселение       |
| 17 | Колядчино        | деревня      | ↗122      | Слободищенское сельское поселение  |
| 18 | Латышовка        | деревня      | ↗211      | Большежуковское сельское поселение |
| 19 | Любегощь         | деревня      | ↘11       | Ивотское городское поселение       |
| 20 | Любохна          | пгт          | ↘4957     | Любохонское городское поселение    |
| 21 | Любышь           | село         | ↗60       | Большежуковское сельское поселение |
| 22 | Малая Жукова     | деревня      | ↘7        | Большежуковское сельское поселение |
| 23 | Малыгин          | ж.д. станция | ↗4        | Большежуковское сельское поселение |
| 24 | Неверь           | деревня      | ↗403      | Большежуковское сельское поселение |
| 25 | Немеричи         | село         | ↗848      | Немеричское сельское поселение     |
| 26 | Ольшаница        | деревня      | ↗78       | Дятьковское городское поселение    |
| 27 | Пастушье         | деревня      | ↘27       | Верховское сельское поселение      |
| 28 | Псурский Хутор   | деревня      | ↘0        | Дятьковское городское поселение    |
| 29 | Псурь            | деревня      | ↗108      | Дятьковское городское поселение    |
| 30 | Пупково          | село         | ↗713      | Березинское сельское поселение     |
| 31 | Радица           | деревня      | ↗100      | Верховское сельское поселение      |
| 32 | Родники          | посёлок      | →15       | Большежуковское сельское поселение |
| 33 | Романовка        | деревня      | ↘4        | Большежуковское сельское поселение |
| 34 | Рублино          | деревня      | ↗18       | Верховское сельское поселение      |
| 35 | Савчино          | деревня      | ↗11       | Бытошское городское поселение      |
| 36 | Сельцо           | деревня      | ↗937      | Ивотское городское поселение       |
| 37 | Слободище        | село         | ↗2087     | Слободищенское сельское поселение  |
| 38 | Смолигово        | деревня      | →2        | Бытошское городское поселение      |
| 39 | Сосновка         | деревня      | ↗263      | Большежуковское сельское поселение |
| 40 | Старая Рубча     | деревня      | ↘0        | Бытошское городское поселение      |
| 41 | Старь            | пгт          | ↘4182     | Старское городское поселение       |
| 42 | Хизовка          | деревня      | ↘32       | Большежуковское сельское поселение |
| 43 | Хотня            | деревня      | ↗4        | Бытошское городское поселение      |
| 44 | Чернятичи        | деревня      | ↘293      | Слободищенское сельское поселение  |
| 45 | Щученка          | деревня      | ↗85       | Слободищенское сельское поселение  |

Исчезнувшие населённые пункты района
- Колпа (Колпы, Колпина), деревня — находилась в 4 км к западу от села Немеричи; известна с середины XIX века; бывшее владение Головиных. С 1898 работала церковно-приходская школа. С 1899 входила в приход села Немеричи. В 1861—1924 — в Бытошевской волости (Брянский, с 1921 — Бежицкий уезд), с 1924 — в Дятьковской волости (Бежицкий уезд); с 1929 — в Немеричском сельсовете (Дятьковский район). Максимальное число жителей — 384 человека (1926). Исключена из учётных данных в 1995 году[24].

## Экономика
Дятьковский район относится к числу промышленных районов. По объёму выпускаемой продукции район занимает второе место в области. Промышленность района — преимущественно стекольная и деревообрабатывающая, также развито производство стройматериалов. В районе 9 крупных предприятий. Имеет место положительная динамика промышленного производства; так, за 2007 год объём отгруженной продукции составил 5 229,5 млн рублей.

## Транспорт
Через район проходят автодорога Р68 Брянск—Дятьково—Людиново—Киров—трасса А101 и железнодорожная линия Брянск—Вязьма, благодаря чему все городские поселения района имеют прямое сообщение с областным центром. В городе Дятьково развит городской автобусный транспорт; существует регулярное автобусное сообщение с Москвой.

## Экологические проблемы
В результате аварии на Чернобыльской АЭС 26 апреля 1986 года часть территории района была загрязнена долгоживущими радионуклидами.